# Martin Hansson (Skirennläufer)
Martin Hansson (* 12. März 1975 in Hedemora) ist ein ehemaliger schwedischer Skirennläufer. Der Slalomspezialist erreichte im Weltcup einen Podestplatz und weitere elf Top-10-Platzierungen sowie den zehnten Platz bei den Olympischen Winterspielen 2006 und zwei zwölfte Plätze bei Weltmeisterschaften.

## Biografie
Hansson nahm 1993 und 1994 an den Juniorenweltmeisterschaften teil. Dabei erreichte er als bestes Resultat den fünften Platz im Slalom 1994. Nach einer Reihe von Starts bei FIS-Rennen sowie im Europa- und Nor-Am Cup gab er am 22. Januar 1995 im Slalom von Wengen sein Weltcupdebüt. Ein Jahr später konnte er sich in Sestriere erstmals für einen zweiten Durchgang qualifizieren und mit Rang 20 seine ersten Weltcuppunkte gewinnen. Bereits im folgenden Winter gelang ihm der Anschluss an die Weltspitze. Zunächst fuhr er in Breckenridge und Madonna di Campiglio zweimal unter die schnellsten zehn, ehe er am 20. Januar 1997 mit dem dritten Platz in Chamonix den ersten und einzigen Weltcup-Podestplatz seiner Karriere erzielte.
In den nächsten beiden Jahren fuhr Hansson noch insgesamt fünf Mal unter die schnellsten zehn, doch ab 2000 konnte er sich – auch aufgrund vieler Ausfälle – immer seltener für einen zweiten Durchgang qualifizieren, so dass er in den Saisonen 2000/01 und 2001/02 überhaupt ohne Weltcuppunkte blieb. Viele Ausfälle musste Hansson auch bei Großereignissen hinnehmen. Sowohl bei den Weltmeisterschaften 1996, 1997 und 1999 als auch bei den Olympischen Winterspielen 1998 blieb er ohne Resultat. An den Weltmeisterschaften 2001 und den Olympischen Spielen 2002 nahm er nicht teil.
Ab 2003 konnte Hansson im Weltcup wieder sporadisch punkten, auch wenn er sich in den nächsten zwei Jahren weiterhin nur selten für einen zweiten Durchgang qualifizierte. Positive Ausnahmen in dieser Zeit waren der zwölfte Platz bei den Weltmeisterschaften 2003 in St. Moritz und der elfte Rang im Weltcupslalom von St. Anton im Februar 2004. In der Saison 2005/06 zeigte sich Hansson wieder konstanter und erreichte als Achter in Schladming und Neunter in Kranjska Gora erstmals seit sieben Jahren wieder zwei Top-10-Resultate im Weltcup. Auch bei den Olympischen Winterspielen 2006 in Turin schaffte er als Zehnter den Sprung in die Top 10. Ähnliche Ergebnisse erzielte Hansson auch im Winter 2006/07. Er erreichte als bestes Weltcupergebnis den zehnten Rang in Schladming und wurde bei den Weltmeisterschaften 2007 in Åre Zwölfter.
In seiner letzten Saison 2007/08 war ein 20. Platz in Garmisch-Partenkirchen Hanssons bestes Weltcupresultat. Nach dem Winter beendete er nach 13 Jahren im Weltcup seine Karriere. In dieser Zeit nahm er an 106 Weltcupslaloms (sowie zwei Riesenslaloms und einem Super-G) teil und fuhr zwölfmal unter die schnellsten zehn.
Gemeinsam mit seiner Schwester Erika Hansson, die bis 2001 selbst Skirennläuferin war, führt er in seinem Heimatort Sälen das Wintersportgeschäft Dalskidan.

## Erfolge

### Olympische Winterspiele
- Turin 2006: 10. Slalom

### Weltmeisterschaften
- St. Moritz 2003: 12. Slalom
- Åre 2007: 12. Slalom

### Juniorenweltmeisterschaften
- Monte Campione 1993: 17. Slalom, 46. Super-G, 47. Abfahrt
- Lake Placid 1994: 5. Slalom, 7. Riesenslalom, 7. Kombination, 40. Abfahrt

### Weltcup
- Ein Podestplatz und weitere elf Top-10-Platzierungen

### Weitere Erfolge
- Dreifacher schwedischer Meister im Slalom (1996, 1998 und 2001)
- Ein Sieg und weitere drei Podestplätze im Europacup (ab 1994/95)